# Niederorke

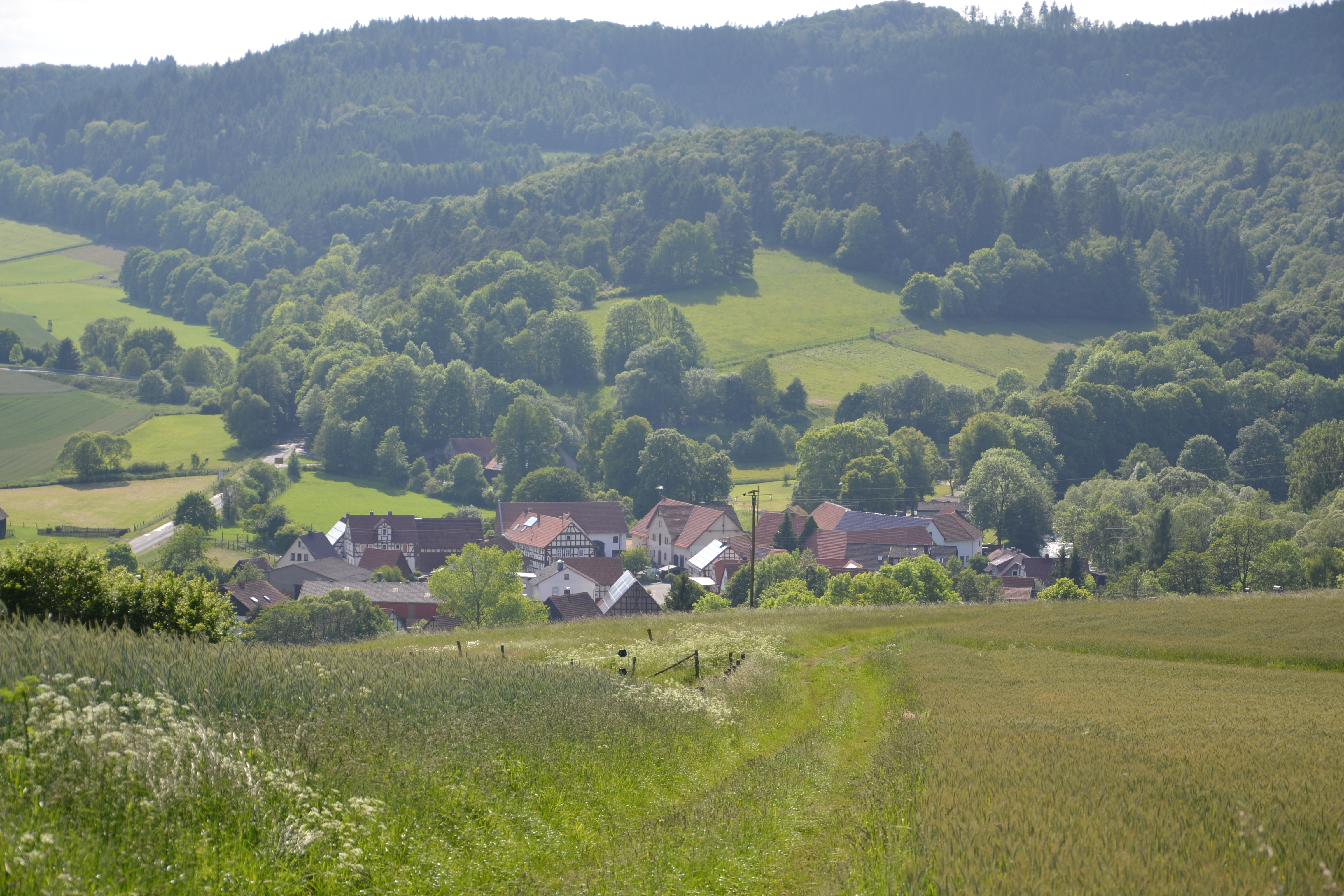
Ansicht des Dorfes von einer Anhöhe

Niederorke ist ein kleiner Ortsteil der Gemeinde Vöhl im Landkreis Waldeck-Frankenberg, der direkt an der Orke, unmittelbar unterhalb deren Austretens aus der Örkschen Schweiz (Waldeckischen Schweiz) liegt.

## Geschichte

### Ortsgeschichte
Die älteste erhaltene Erwähnung findet sich aus dem Jahr 1383 unter dem Namen Orkin im Klosterarchiv des Klosters Haina. Ein Niederorke (Niederorken) wurde erst 1587 erwähnt. Durch das Orketal verlief ein alter Handelsweg (Frankfurt – Hamburg). In Niederorke befand sich eine Zollstation, die die Landgrafschaft Hessen-Kassel von Landgrafschaft Hessen-Darmstadt trennte. Die Landgrafschaft Hessen Darmstadt, zu der Niederorke gehörte, wurde 1806 von Napoleon zum „Großherzogtum Hessen“ erhoben. Innerhalb dessen gehörte der Ort zur Provinz Oberhessen. Nach Auflösung der Ämter im Großherzogtum 1821 gehörte das Dorf zum Landratsbezirk Vöhl und zum Bezirk des Landgerichts Vöhl. Der Ort gehörte zu den Landesteilen, die das Großherzogtum nach dem verlorenen Krieg von 1866 mit dem Friedensvertrag vom 3. September 1866 an Preußen abtreten musste. Dort wurde es dem Landkreis Frankenberg und dem Amtsgericht Vöhl zugeordnet.
Hessische Gebietsreform (1970–1977)
Am 31. Dezember 1971 fusionierten im Zuge der Gebietsreform in Hessen die bis dahin selbständigen Gemeinden Niederorke, Buchenberg, Ederbringhausen, Harbshausen, Kirchlotheim, Oberorke und Schmittlotheim freiwillig zur neuen Gemeinde Hessenstein. Am 1. Januar 1974 wurde wiederum die Gemeinde Hessenstein kraft Landesgesetz mit Ittertal (bestehend aus den ehemaligen Gemeinden Dorfitter, Herzhausen und Thalitter), Marienhagen, Obernburg und Vöhl zur neuen Großgemeinde Vöhl zusammengeschlossen. Für alle ehemals eigenständigen Gemeinden von Vöhl wurden Ortsbezirke mit Ortsbeirat und Ortsvorsteher nach der Hessischen Gemeindeordnung gebildet.

### Verwaltungsgeschichte im Überblick
Die folgende Liste zeigt die Staaten und Verwaltungseinheiten, denen Niederorke angehört(e):
- vor 1356: Heiliges Römisches Reich, Herrschaft Itter
- 1356–1590: Heiliges Römisches Reich, Landesherrschaft strittig zwischen Landgrafschaft Hessen, Kurmainz und Grafschaft Waldeck, Herrschaft Itter
- ab 1587: Heiliges Römisches Reich, Landgrafschaft Hessen-Marburg, Herrschaft Itter
- 1604–1648: Heiliges Römisches Reich, strittig zwischen Hessen-Kassel und Hessen-Darmstadt (Hessenkrieg)[9]
- ab 1604: Heiliges Römisches Reich, Landgrafschaft Hessen-Kassel, Amt Herrschaft Itter
- ab 1627: Heiliges Römisches Reich, Landgrafschaft Hessen-Darmstadt,Oberfürstentum Hessen, Amt Herrschaft Itter[10][11]
- ab 1806: Großherzogtum Hessen,[Anm. 2] Fürstentum Oberhessen, Amt Herrschaft Itter[12]
- ab 1815: Großherzogtum Hessen, Provinz Oberhessen, Amt Herrschaft Itter[13]
- ab 1821: Großherzogtum Hessen, Provinz Oberhessen, Landratsbezirk Vöhl[Anm. 3]
- ab 1848: Großherzogtum Hessen, Regierungsbezirk Biedenkopf
- ab 1852: Großherzogtum Hessen, Provinz Oberhessen, Kreis Vöhl
- ab 1867: Königreich Preußen,[Anm. 4] Provinz Hessen-Nassau, Regierungsbezirk Kassel, Kreis Frankenberg[11]
- ab 1871: Deutsches Reich, Königreich Preußen, Provinz Hessen-Nassau, Regierungsbezirk Kassel, Kreis Frankenberg
- ab 1918: Deutsches Reich, Freistaat Preußen, Provinz Hessen-Nassau, Regierungsbezirk Kassel, Kreis Frankenberg
- ab 1942: Deutsches Reich, Freistaat Preußen, Provinz Hessen-Nassau, Regierungsbezirk Kassel, Landkreis Frankenberg
- ab 1944: Deutsches Reich, Freistaat Preußen, Provinz Kurhessen, Landkreis Frankenberg
- ab 1945: Deutsches Reich, Amerikanische Besatzungszone,[Anm. 5] Groß-Hessen, Regierungsbezirk Kassel, Landkreis Frankenberg
- ab 1946: Deutsches Reich, Amerikanische Besatzungszone, Hessen, Regierungsbezirk Kassel, Landkreis Frankenberg
- ab 1949: Bundesrepublik Deutschland, Hessen, Regierungsbezirk Kassel, Landkreis Frankenberg
- ab 1972: Bundesrepublik Deutschland, Hessen, Regierungsbezirk Kassel, Landkreis Frankenberg, Gemeinde Hessenstein
- ab 1974: Bundesrepublik Deutschland, Hessen, Regierungsbezirk Kassel, Landkreis Waldeck-Frankenberg, Gemeinde Vöhl

### Bevölkerung
Niederorke liegt an der Sprachgrenze zwischen Franken und Sachsen. Das macht sich in der plattdeutschen Sprache der Niederorker bemerkbar. In Oberorke, nur einen Kilometer entfernt, wird ein ganz anderer Dialekt gesprochen.
Einwohnerstruktur 2011
Nach den Erhebungen des Zensus 2011 lebten am Stichtag dem 9. Mai 2011 in Niederorke 114 Einwohner. Darunter waren keine Ausländer. Nach dem Lebensalter waren 18 Einwohner unter 18 Jahren, 36 waren zwischen 18 und 49, 36 zwischen 50 und 84 und 24 Einwohner waren älter. Die Einwohner lebten in 51 Haushalten. Davon waren 12 Singlehaushalte, 18 Paare ohne Kinder und 15 Paare mit Kindern, sowie 6 Alleinerziehende und keine Wohngemeinschaften. In 9 Haushalten lebten ausschließlich Senioren und in 30 Haushaltungen leben keine Senioren.
Einwohnerentwicklung
 Quelle: Historisches Ortslexikon
- 1585: 28 Hausgesesse
- 1629: 16 Haushaltungen
- 1742: 10 Haushaltungen
- 1791: 121 Einwohner[15]
- 1800: 126 Einwohner[16]
- 1806: 113 Einwohner, 17 Häuser[12]
- 1829: 161 Einwohner, 17 Häuser[17]

| Niederorke: Einwohnerzahlen von 1791 bis 2014 | Niederorke: Einwohnerzahlen von 1791 bis 2014 | Niederorke: Einwohnerzahlen von 1791 bis 2014 | Niederorke: Einwohnerzahlen von 1791 bis 2014 | Niederorke: Einwohnerzahlen von 1791 bis 2014 |
| --- | --------------------------------------------- | --------------------------------------------- | --------------------------------------------- | --------------------------------------------- |
| Jahr |                                               |                                               |                                               | Einwohner                                     |
| 1791 | 1791                                          |                                               | 121                                           | 121                                           |
| 1800 | 1800                                          |                                               | 126                                           | 126                                           |
| 1806 | 1806                                          |                                               | 113                                           | 113                                           |
| 1829 | 1829                                          |                                               | 161                                           | 161                                           |
| 1834 | 1834                                          |                                               | 136                                           | 136                                           |
| 1840 | 1840                                          |                                               | 144                                           | 144                                           |
| 1846 | 1846                                          |                                               | 145                                           | 145                                           |
| 1852 | 1852                                          |                                               | 151                                           | 151                                           |
| 1858 | 1858                                          |                                               | 138                                           | 138                                           |
| 1864 | 1864                                          |                                               | 126                                           | 126                                           |
| 1871 | 1871                                          |                                               | 118                                           | 118                                           |
| 1875 | 1875                                          |                                               | 119                                           | 119                                           |
| 1885 | 1885                                          |                                               | 130                                           | 130                                           |
| 1895 | 1895                                          |                                               | 114                                           | 114                                           |
| 1905 | 1905                                          |                                               | 100                                           | 100                                           |
| 1910 | 1910                                          |                                               | 107                                           | 107                                           |
| 1925 | 1925                                          |                                               | 111                                           | 111                                           |
| 1939 | 1939                                          |                                               | 103                                           | 103                                           |
| 1946 | 1946                                          |                                               | 189                                           | 189                                           |
| 1950 | 1950                                          |                                               | 170                                           | 170                                           |
| 1956 | 1956                                          |                                               | 124                                           | 124                                           |
| 1961 | 1961                                          |                                               | 107                                           | 107                                           |
| 1967 | 1967                                          |                                               | 91                                            | 91                                            |
| 1980 | 1980                                          |                                               | ?                                             | ?                                             |
| 1990 | 1990                                          |                                               | ?                                             | ?                                             |
| 2000 | 2000                                          |                                               | ?                                             | ?                                             |
| 2011 | 2011                                          |                                               | 114                                           | 114                                           |
| 2014 | 2014                                          |                                               | 113                                           | 113                                           |
| Datenquelle: Historisches Gemeindeverzeichnis für Hessen: Die Bevölkerung der Gemeinden 1834 bis 1967. Wiesbaden: Hessisches Statistisches Landesamt, 1968. Weitere Quellen: Gemeinde Vöhl; Zensus 2011 |                                               |                                               |                                               |                                               |

Historische Religionszugehörigkeit
Im Jahr 1885 gehörten alle 130 Einwohnern der evangelischen Konfession an. 1961 wurden 100 evangelische (93,5 %) und sieben katholische (6,6 %) Christen gezählt.

## Persönlichkeiten
- Daniel Prinz (1770–1838), Gastwirt in Niederorke und Landtagsabgeordneter
- George Prinz (1804–1893), Bürgermeister in Niederorke und Landtagsabgeordneter